# Факия
 Тази статия е за селото в България.  За древния цар вижте Факия (Израил).  
Факия е село в Югоизточна България. То се намира в община Средец, област Бургас.

## География
Факия е разположено в Странджа планина, на 17 км от границата с Турция. През селото минава Факийска река.

## История
Според местните устни традиции, селото се е зародило още в дълбока древност и се слави с богата история. Във Факия са живели няколко поколения на прочутия Бимбелов род, за който се смята, че произлиза от Момчил войвода. За Момчил – цар на Родопите, хайдутин и любим народен герой, песните разказват, че бил толкова юначен, че можел да пренесе натоварено с дърва магаре през бурна река, а когато се смеел, изгасял десет свещи с един дъх. Бимбелови били така известни и почитани, че дори султан Селим позволил на един от тях привилегията да стои с шапка в присъствието на държавни владетели.
По време на османското владичество селото е известно под името Омур Факих (Умур Факи) или само като Факи. По сведения на Руджер Йосип Бошкович през 1762 година селото се състои от 88 къщи на българи-християни и е независимо от друго село или град, като е плащало директно на султана данък в размер на 700 килета (около 15 тона) ечемик годишно .
През 1821 г. печатницата на Генералния щаб на Руската империя публикува „Описание на пътя от Константинопол до Очаков“, като вероятен източник за изданието са различни пътеписни записки на френския инженерен офицер на османско разположение Лафит-Клаве от периода 1784–1787 г. Според него:
| „                                                                              | Факия е българско село ... с 250 домакинства; то се разполага в дол, през който преминава поток, над който има новопостроен дървен мост, поддържан от каменни стълбове... Този поток се влива при Ченгене скеле, или при Бургас, край Черно море. От Факи се броят десет часа езда до този последен град, разположен на Месемврийския залив. От планина, която прилича на захарна питка и се нарича Свети Георги във Факи, можете да видите древните руини на градеж в формата на кръг, чийто диаметър е от 16 до 8 тоаза. Българите ги смятат за развалините на древната църква Свети Георги, въпреки че църкви в този вид никога не са построени, но може би са издигнати върху руините на някой друг древен паметник, предназначен без съмнение за друга употреба. Казват още, че на ниската планина е имало древен град, опустошен от турците, който се е наричал Факия. | “ |
| Превод от „Описание пути от Константинополя до Очакова“, VІ–Х глава, с. 19–50. | |   |

През месец юли 1829 г., по времето на Руско-турска война (1828-1829), Факия, заедно с Карабунар са превзети от войските на генерал-адютант граф Пален, действал в състава на армията на граф Дибич Забалкански. Според руския дипломат Феликс Петрович Фонтон , който през тази война също на два пъти посетил селото, то е било богато и многолюдно през 1829 г. Но през месец март 1830 г. то вече е било безлюдно, тъй като всички жители се изселили в Бесарабия заедно с оттеглящата се руска армия. Според Атанас Радойнов , изселниците от Факия са 28 семейства с 219 души, които основават село Першотравнево, Петровска община, Великомихайловски район на Одеска област в Украйна.
През 1837 г. през селото преминава известният френски пътешественик и изследовател д-р Ами Буе, който пише , че по това време Факия е българо-турско село с около 160 къщи и 600 жители. След проведения през 1878 г. Берлински конгрес, Факия влиза в територията на Източна Румелия. След Съединението на България селото е било включено в Елховска околия на Сливенски окръг.
В селото са строени четири църкви, но е запазена само най-новата, „Свети Димитър“, изградена през 1891 година.

## Население
Населението на Факия спада към етнографската група тронки. В езиково отношение селото спада към групата на западните говори, по-конкретно македонските, макар да се намира на километри от Черно море. Това е така, тъй като в миналото е имало миграция на населението от запад. Според една от теориите, село на име Факия е имало в днешно Кюстендилско, но около 10 век цялото село е било преместено от тогавашния български цар Петър I, с цел да охранява границата, тъй като е било войнишко село. Според другата теория, тази миграция се е осъществила преди около 500 години. При всяко положение, движение на хора от западния дял на България към сегашното местоположение на селото има, едно доказателство за което е специфичният говор на Факия.
От извършеното през 1885 г. преброяване на населението на Източна Румелия е видно, че по това време село Факия се е състояло от 152 къщи и 5 дюкяна. В него са живеели 702 души, от които 364 мъже и 338 жени. По етноси това население е било разделено така: 669 българи (343 мъже и 326 жени), 20 гърци (12 мъже и 8 жени) и 8 турци (5 мъже и 3 жени). За сравнение – същото преброяване на населението показва, че в Карабунар (гр. Средец) е имало 149 къщи и 8 дюкяна и население от 759 души.

### Етнически състав
Преброяване на населението през 2011 г.
Численост и дял на етническите групи според преброяването на населението през 2011 г.:
|                     | Численост |
| Общо                | 339       |
| Българи             | 315       |
| Турци               | 10        |
| Цигани              | 8         |
| Други               | -         |
| Не се самоопределят | -         |
| Неотговорили        | 1         |

## Културни и природни забележителности
В селото е имало казарма. До остатъците от бившата казарма има възвишение, наричано от местните хора „Калето“.
В село Факия има много исторически забележителности. Една от тях са останките от руски и германски танкове (някои от тях все още функциониращи). В широколистната гора по пътя за с. Долно ябълково има разкопки на римски гробници, но всичко е разграбено от иманярите. Въпреки това има какво да се види, защото останките от многобройните римски гробници са удивителни.
На юг от селото се намира местността Друмът. Както подсказва името, там е бил прокаран път от българския цар Петър I със запазена дължина около 2 километра. В днешно време той може да бъде наблюдаван и без извършване на разкопни работи.
Има училище, което се намира в самото начало на селото.

## Облекло
Факия има много специфични народни носии – тъмносиньо мъжко облекло и гъсто бродирани богато украсени сукмани и престилки в наситени червени и оранжеви тонове. Запазени са много традиции и обичаи. Доста любопитни са забележките на Лафит-Клаве за стопанството и начина на живот на българите във Факия в края на XVIII век, за бита и взаимоотношенията им в семейството. Особено впечатляващо е описанието на българските традиционните носии, танци и пеене на жените, поради което Лафит-Клаве е приеман за един от основоположниците на българската етнография.

## Редовни събития
Всяка година в петъка и съботата около Кръстовден (деня, в който е осветена черквата „Свети Димитър“) в село Факия има панаир, на който се провеждат борби. Също така и всяка година се празнуват Лазаровден, Еньовден и се провеждат кукерски игри.
Бошкович описва как е станал свидетел на празненство във Факия в началото на юни 1762 година: въпреки продължителните дъждове и образувалата се кал, някои от селянките са се събрали да пеят и танцуват с „много бавни движения, държейки се стегнато за ръце и вървейки така ту напред, ту назад“.

## Личности
- Стоян Бимбелов, български хайдутин
- Крали Бимбалов (р. 1934), български борец, олимпийски медалист
- Никола В. Факийски (1875 - ?), участник в Илинденско-Преображенското въстание в Одринско с четата на Кръстьо Българията[10]
- Стоян Иванов (1884 - ?), деец на ВМОРО, участник в Илинденско-Преображенското въстание в 1903 година[11]
- Стоян Генков (р. 1953), български офицер, бригаден генерал
- Стоян Парашкевов, журналист и активен деятел на БЗНС Пладне. Осъден на 10 години от Народния съд. Упражнявал е силно влияние върху стотици свои съзатворници чрез голямата си култура и лично поведение